# Энгельгардт, Сергей Петрович
Сергей Петрович Энгельгардт (1795—1870) — российский государственный деятель, Могилёвский губернатор; действительный статский советник.

## Биография
Родился в 1795 году семье духовщинского уездного предводителя дворянства Петра Васильевича Энгельгардта (1748—?) — брата Василия Васильевича. Мать — Анна Николаевна, урождённая Корсакова.
Записан в Лейб-гвардии егерский полк юнкером в 1809 году. В службу вступил 20 октября 1812 года; в 1816 году назначен полковым адъютантом. В 1823 году уволен по болезни.
Декабрист Каховский показал, что жил у Энгельгардта и что ничего об обществе ему не открывал.
В 1826 году определён в штат Канцелярии Новороссийско-Бессарабского генерал-губернатора графа М. С. Воронцова, чиновником особых поручений; имел чин гвардии капитана. В 1831 году назначен инспектором Одесского портового карантина, в 1833 — членом временной франктовой комиссии.
В 1837 году уволен от службы по прошению, но уже 1 февраля 1838 года был назначен Смоленским вице-губернатором, а 26 января 1839 года — на должность Могилёвского гражданского губернатора, которую он занимал по 2 марта 1844 года. С 16 апреля 1841 года — действительный статский советник.
Умер в 1870 году.

## Награды
- орден Св. Анны 2-й степени.

## Семья
С 1826 года был женат на Надежде Захаровне Малышевой. Их дети:
- Александр (1833—1889);
- Мария (1834—1876);
- Сергей (1836—1866);
- Всеволод (1838—?);
- Николай (?—?)